# Michael Chapman
Michael Chapman (* 24. ledna 1941 Hunslet – 10. září 2021) byl anglický zpěvák a kytarista. Svou kariéru zahájil jako kytarista v jazzových uskupeních. Své první sólové album s názvem Rainmaker vydal v roce 1969. Jeho producentem byl Gus Dudgeon. Chapman později vydal řadu dalších alb. Vydával jak zpívaná alba, tak i instrumentální. V lednu roku 2017 vydal desku 50, jíž oslavil padesát let na hudební scéně. V roce 2012 bylo vydáno tributní album s názvem Oh Michael, Look What You've Done: Friends Play Michael Chapman. Přispěli na něj například Thurston Moore, Lucinda Williams a Maddy Prior.